# Rated R (альбом Ріанни)
Rated R — четвертий студійний альбом співачки Ріанни, який в Україні вийшов 23 листопада 2009 року. Три сингли з шістьох з цього альбому стали міжнародними: «Russian Roulette», «Rude Boy» і «Te Amo». Перший сингл з цього альбому, «Russian Roulette», автором якого став Ne-Yo і сама Ріанна, вийшов 27 жовтня 2009 року. За ним послідував «Hard» з участю Young Jeezy. Далі вийшов сингл «Rude Boy», який став її шостим синглом №1 в кар'єрі.
На підтримку альбому розпочався широкомасштабний «Last Girl On The Earth Tour», що охопив США, Канаду, Австралію і країни Європи. Тур розпочався концертом 16 квітня 2010 року в Антверпені, Бельгія і завершився концертом у місті Перс, Австралія 12 березня 2011 року.

## Композиції
1. Mad House (Intro) - 1:34
2. Wait Your Turn - 3:46
3. Hard (з участю Young Jeezy) - 4:10
4. Stupid In Love - 4:01
5. Rockstar 101 (з участю Slash) - 3:58
6. Russian Roulette - 3:48
7. Fire Bomb - 4:17
8. Rude Boy - 3:43)
9. Photographs (з участю Will.I.Am) - 4:46
10. G4L - 3:59
11. Te Amo - 3:28
12. Cold Case Love - 6:04
13. The Last Song (з участю Corey Gunz) - 4:16

Бонус трек: «Hole In My Head (з участю Джастіна Тімберлейка)» - 4:06

### 2010: Rated R: Remixed
1. Mad House (Chew Fu Straight Jacket Fix) - 2:12
2. Russian Roulette (Chew Fu Black Russian Fix) - 5:55
3. Rockstar 101 (Chew Fu Teachers Pet Fix) - 4:27
4. Wait Your Turn (Chew Fu Can’t Wait No More Fix) - 5:09
5. Photographs (з участю Will.I.Am) (Chew Fu 35mm Fix) - 5:59
6. Rude Boy (Chew Fu Vitamin S Fix) - 5:41
7. Hard (з участю Jeezy) (Chew Fu Granite Fix) - 5:28
8. G4L (Chew Fu Guns In The Air Fix) - 5:25
9. Fire Bomb (Chew Fu Molotov Fix) - 6:58
10. Stupid In Love  (Chew Fu Small Room Fix) - 5:32